# أ. ميريت
أ. ميريت (بالإنجليزية: A. Merritt)‏ (20 يناير 1884 في الولايات المتحدة - 21 أغسطس 1943، إنديان روكس بيتش في الولايات المتحدة)؛ صحفي، كاتب وروائي أمريكي.

## روابط خارجية
- أ. ميريت على موقع IMDb (الإنجليزية)
- أ. ميريت على موقع ميوزك برينز (الإنجليزية)
- أ. ميريت على موقع ديسكوغز (الإنجليزية)